# Theridion comstocki
Theridion comstocki là một loài nhện trong họ Theridiidae.
Loài này thuộc chi Theridion. Theridion comstocki được Lucien Berland miêu tả năm 1920.